# Вулиця Задесенка
Вулиця Задесенка — вулиця міста Конотоп Сумської області.

## Розташування
Розташована в районі Зеленчак. Бере початок від вулиці Генерала Тхора і закінчується на перетині з вулицею Ковпака. Одна з основних вулиць району.

## Назва
Походження назви вказує на розміщення її за річкою Десенка.

## Історія
Заселена з XVIII століття. Вперше згадується у 1782 році. Ніколи не перейменовувалася.
Присутня на Плані місту Конотоп від 28 червня 1929 року.